# Meijsberg
Meijsberg is een buurtschap in de Nederlandse gemeente Alphen-Chaam, gelegen nabij Chaam. In de buurtschap is een groot stacaravanpark gevestigd.
Hoofdplaats: Alphen      Dorpen: Bavel (deels) · Chaam · Galder · Strijbeek · Ulvenhout (deels) 

Buurtschappen: Alphen-Oosterwijk · Anneville · Balleman · Boshoven · Boslust · Couwelaar · Chaamdijk · Dassemus · Druisdijk · Geersbroek · Ginderdoor  · Grazen · Heerstaaien · Heikant · Het Sas · Hondseind · Houtgoor · Kalishoek · Kerzel · Klooster · Kwaalburg · Leg · Looneind · Meijsberg · Notsel · Rakens · Snijders-Chaam · Terover · Venweg · 't Zand 

Noord-Brabant: Steden en dorpen      Nederland: Provincies · Gemeenten